# Claude Jolyot de Richecourt
Claude Jolyot de Richecourt (18 maart 1670 - ?) was prior te Til-Chatel, en was voornamelijk bekend als kapelaan van koning Lodewijk XV. Later werd hij abt van de abdij van Bournet.
In 1723 ontving hij een erfenis van zijn vader, die met een vermogende Bourgondische dame uit het graafschap Beamont was getrouwd. Van die erfenis liet hij in 1724 een kasteel bouwen aan de rand van het dorpje Beaumont-sur-Vingeanne in de Côte-d'Or. Het kasteel is gebouwd boven op de ruïne van een vesting, en valt op door zijn Parijse stijl. Het ligt dicht bij de plaats waar in de 17e eeuw de abdij Saint-Martin stond. Hiervan was mogelijk Edme Mariotte een tijdlang de abt.